# 阿拉木圖站 (莫斯科地鐵)
阿拉木圖站（羅馬化：Alma-Atyiskaya）是莫斯科地鐵莫斯科河畔線的南端總站，2012年12月24日開幕。
2011年11月29日，莫斯科政科決定將站名原名「布拉特耶沃」（Брате́ево）改為「阿拉木圖」，以哈薩克斯坦過去首都阿拉木圖命名，同時與2012年時仍在興建的阿拉木圖地鐵青年站改名莫斯科站互相呼應，以示俄羅斯和哈薩克斯坦之間的友誼。

## 外部連結
- 维基共享资源上的相關多媒體資源：阿拉木圖站